# WWE Tag Team Championship
El Campionat en Parelles de la WWE és un campionat de lluita lliure professional de la World Wrestling Entertainment, defensat per parelles de lluitadors, que està actiu des del 20 d'octubre de 2002. El campionat pot ser defensat tant a Raw com a SmackDown.
Aquest campionat va ser incorporat com a segon campionat en parelles. Ambdós campionats va ser unificats i es feia referència a ells com el Campionat unificat en parelles, permaneixent els dos títols actius fins que el 2010 el Campionat Mundial en Parelles va ser donat de baixa.

## Història

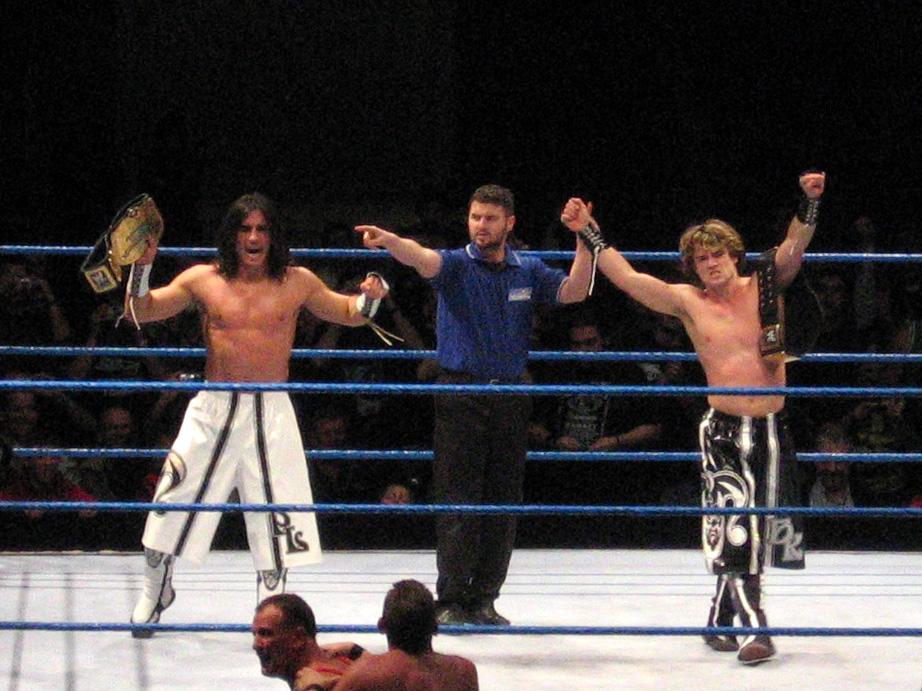
Paul London & Brian Kendrick posseeixen el regnat més llarg d'aquest títol

El Campionat en Parelles de la WWE va ser creat després que el Campionat Mundial en Parelles de la WWF es convertís en el títol exclusiu de parelles de la marca Raw. D'aquesta manera es va organitzar un torneig per a definir els primers campions, els quals van ser Kurt Angle & Chris Benoit quan van derrotar a Edge & Rey Mysterio el 20 d'octubre de 2002 en el PPV No Mercy.
El 17 d'octubre de 2007 es va anunciar un acord entre SmackDown i la ECW per a intercanviar-se lluitadors, cosa que va fer que els lluitadors de la ECW també tinguessin oportunitat per a competir per aquests campionats.
Durant un feu entre els Campions en Parelles de la WWE, Carlito & Primo i els Campions Mundials en Parelles de la WWE, John Morrison & The Miz es realitzà un combat en un Dark Match de WrestleMania XXV on ambdós campionats estaven en joc perquè només existis un campionat en parelles, que pogués ser defensat per totes les marques de la WWE. Els guanyadors i primers a coronar-se com a Campions Unificats per parelles foren Carlito i Primo.
Fins a l'agost de l'any 2010 ambos campionats van seguir vigents i el títol era representat pels dos cinturons anteriors, fins que els 16 d'agost Bret Hart va donar a The Hart Dynasty, els campions en aquell moment, un nou títol per a representar-lo, passant a dir-se Campionat en Parelles de la WWE. A conseqüència el World Tag Team Championship va quedar desactivat; David Hart Smith i Tyson Kidd van ser els últims campions mundials de la WWE.

## Torneig pel títol
El torneig va començar l'1 d'octubre de 2002 a SmackDown!. La final es va realitzar en el No Mercy el 20 d'octubre de 2002.

### Desenvolupament
|  | Quarts de final | Quarts de final           | Quarts de final |                 |                 | Semifinals | Semifinals | Semifinals |  |  | Final | Final          | Final |
|  |                 |                           |                 |                 |                 |            |            |            |  |  |       |                |       |
|  | 8/10            | Kurt Angle & Chris Benoit | Pin             |                 |                 |            |            |            |  |  |       |                |       |
|  |                 | Billy Kidman & John Cena  |                 |                 |                 |            |            |            |  |  |       |                |       |
|  |                 | 15/10                     | Angle & Benoit  | Pin             |                 |            |            |            |  |  |       |                |       |
|  |                 |                           |                 | Pin             |                 |            |            |            |  |  |       |                |       |
|  |                 |                           | Los Guerreros   |                 |                 |            |            |            |  |  |       |                |       |
|  | 1/10            | Mark Henry & Rikishi      |                 |                 |                 |            |            |            |  |  |       |                |       |
|  | 1/10            | Mark Henry & Rikishi      |                 |                 |                 |            |            |            |  |  |       |                |       |
|  |                 | Eddie & Chavo Guerrero    | Pin             |                 |                 |            |            |            |  |  |       |                |       |
|  |                 |                           |                 |                 |                 |            |            |            |  |  | 20/10 | Angle & Benoit | Sub   |
|  |                 |                           |                 | Edge & Mysterio |                 |            |            |            |  |  |       |                |       |
|  | 8/10            | Brock Lesnar & Tajiri     |                 |                 |                 |            |            |            |  |  |       |                |       |
|  |                 | Rey Mysterio & Edge       | Pin             |                 |                 |            |            |            |  |  |       |                |       |
|  |                 | Rey Mysterio & Edge       | Pin             | 15/10           | Edge & Mysterio | Pin        |            |            |  |  |       |                |       |
|  |                 |                           |                 | 15/10           | Edge & Mysterio | Pin        |            |            |  |  |       |                |       |
|  |                 |                           | D-Von & Simmons |                 |                 |            |            |            |  |  |       |                |       |
|  | 1/10            | D-Von & Ron Simmons       | Pin             |                 |                 |            |            |            |  |  |       |                |       |
|  | 1/10            | D-Von & Ron Simmons       | Pin             |                 |                 |            |            |            |  |  |       |                |       |
|  |                 | Billy & Chuck             |                 |                 |                 |            |            |            |  |  |       |                |       |

## Campions actuals
Els campions actuals són Kofi Kingston i R-Truth, els quals es troben en el seu primer regnat en equip. Van guanyar els campionats al derrotar els ex campions Primo i Epico el 30 d'abril de 2012 a Raw.

## Llista de campions
| Nom del campionat                 | Data                                     |
| --------------------------------- | ---------------------------------------- |
| WWE Tag Team Championship         | 20 d'Octubre de 2002 – 5 d'Abril de 2009 |
| WWE Unified Tag Team Championship | 5 d'Abril de 2009 – 16 d'Agost de 2010   |
| WWE Tag Team Championship         | 16 d'Agost de 2010 - actual              |

|    | Equip                                                          | Regnats junts | Data                   | Dies             | Show                           | Notes |
| -- | -------------------------------------------------------------- | ------------- | ---------------------- | ---------------- | ------------------------------ | --- |
| 1  | Kurt Angle (1) & Chris Benoit (1)                              | 1             | 20 d'Octubre de 2002   | 16               | No Mercy (2002)                | Van derrotar a Edge & Rey Mysterio en la final d'un torneig convertint-se en els primers Campions en Parelles de la WWE                                                                                      |
| 2  | Edge (1) & Rey Mysterio (1)                                    | 1             | 5 de Novembre de 2002  | 12               | SmackDown                      | Varen guanyar un “two out of three falls match” guanyan dos combats de tres |
| 3  | Los Guerreros (Eddie Guerrero (1) & Chavo Guerrero, Jr. (1))   | 1             | 17 de Novembre de 2002 | 79               | Survivor Series (2002)         | Guanyaren un “three-way elimination match” on a part dels ex campions també participaven Kurt Angle & Chris Benoit.                                                                                          |
| 4  | Shelton Benjamin (1) & Charlie Haas (1)                        | 1             | 4 de Febrer de 2003    | 103              | SmackDown                      | Televisat el 6 de Febrer |
| 5  | Eddie Guerrero (2) & Tajiri (1)                                | 1             | 18 de Maig de 2003     | 44               | Judgment Day (2003)            | Guanyaren un ladder match. Tajiri va substituir a Chavo Guerrero que estava lesionat |
| 6  | Shelton Benjamin (2) & Charlie Haas (2)                        | 2             | 1 de Juliol de 2003    | 77               | SmackDown                      | Televisat el 3 de Juliol |
| 7  | Los Guerreros (Eddie (3) & Chavo (2))                          | 2             | 16 de Setembre de 2003 | 35               | SmackDown                      | Televisat el 18 de Setembre |
| 8  | The Basham Brothers (Danny (1) & Doug (1))                     | 1             | 21 d'Octubre 2003      | 105              | SmackDown!                     | Televisat el 23 d'Octubre |
| 9  | Rikishi (1) & Scotty 2 Hotty (1)                               | 1             | 3 de Febrer de 2004    | 77               | SmackDown!                     | Televisat el 5 de Febrer |
| 10 | Charlie Haas (3) & Rico (1)                                    | 1             | 20 d'Abril de 2004     | 56               | SmackDown!                     | Televisat el 22 d'Abril |
| 11 | The Dudley Boyz (Bubba Ray (1) & D-Von (1))                    | 1             | 15 de Juny de 2004     | 21               | SmackDown!                     | Televisat el 17 de Juny |
| 12 | Billy Kidman (1) & Paul London (1)                             | 1             | 6 de Juliol de 2004    | 63               | SmackDown!                     | Televisat el 8 de Juliol |
| 13 | René Duprée (1) & Kenzo Suzuki (1)                             | 1             | 7 de Setembre de 2004  | 91               | SmackDown!                     | Televisat el 9 de Setembre |
| 14 | Rey Mysterio (2) and Rob Van Dam                               | 1             | 7 de Desembre de 2004  | 35               | SmackDown!                     | Televisat el 9 de Desembre |
| 15 | The Basham Brothers (Danny (2) & Doug (2))                     | 2             | 11 de Gener de 2005    | 40               | SmackDown!                     | Va ser un Fatal Four-Way Elimination match televisat el 13 de Gener |
| 16 | Eddie Guerrero (4) & Rey Mysterio (3)                          | 1             | 20 de Febrer de 2005   | 57               | No Way Out (2005)              | |
| 17 | MNM (Joey Mercury (1) & John Morrison (1))                     | 1             | 18 d'Abril de 2005     | 97               | SmackDown!                     | Televisat el 21 d'Abril |
| 18 | The Legion of Doom (Road Warrior Animal (1) & Heidenreich (1)) | 1             | 24 de Juliol de 2005   | 93               | The Great American Bash (2005) | |
| 19 | MNM (Joey Mercury (2) & John Morrison (2))                     | 2             | 25 d'Octubre de 2005   | 49               | SmackDown!                     | Va ser un Fatal Four-Way match televisat el 28 d'Octubre |
| 20 | Batista (1) and Rey Mysterio (4)                               | 1             | 13 de Desembre         | 14               | SmackDown!                     | Televisat el 16 de Desembre |
| 21 | MNM (Joey Mercury (3) & John Morrison (3))                     | 3             | 27 de Desembre de 2005 | 145              | SmackDown!                     | Televisat el 30 de Desembre |
| 22 | Paul London (2) & Brian Kendrick (1)                           | 1             | 21 de Maig de 2006     | 331              | Judgment Day (2006)            | Regnat més llarg de la història |
| 23 | Deuce (1) 'n Domino (1)                                        | 1             | 17 d'Abril de 2007     | 133              | SmackDown!                     | Televisat el 20 d'Abril |
| 24 | Matt Hardy (1) & MVP (1)                                       | 1             | 28 d'Agost de 2007     | 77               | SmackDown!                     | Televisat el 31 d'Agost |
| 25 | John Morrison (4) & The Miz (1)                                | 1             | 13 de Novembre de 2007 | 250              | SmackDown!                     | Televisat el 16 de Novembre |
| 26 | Curt Hawkins (1) & Zack Ryder (1)                              | 1             | 20 de Juliol de 2008   | 63               | The Great American Bash (2008) | Van guanyar un Fatal Four-Way match |
| 27 | The Colòns (Carlito (1) & Primo (1))                           | 1             | 21 de Setembre de 2008 | 280              | SmackDown!                     | Durant el seu regnat varen guanyar els World Tag Team Championship, unificant els dos campionats en parelles el 5 d'Abril, quedan actius els dos títols i passan a anomenar-se Unified tag team championship |
| 28 | Chris Jericho (1) & Edge (2)                                   | 1             | 28 de Juny de 2009     | 28               | The Bash                       | |
| 29 | Chris Jericho (2) & The Big Show (1)                           | 1             | 26 de Juliol de 2009   | 140              | Night of Champions             | Big Show va reemplaçar a Edge que estaba lesionat |
| 30 | D-Generation X (Triple H (1) & Shawn Michaels (1))             | 1             | 13 de Desembre de 2009 | 57               | TLC: Tables, Ladders & Chairs  | Van guanyar un Tables, Ladders, and Chairs match |
| 31 | The Miz (2) & The Big Show (2)                                 | 1             | 8 de Febrer de 2010    | 77               | Raw                            | Guanyaren una Triple Threat Elimination match |
| 32 | The Hart Dynasty (David Hart Smith (1) & Tyson Kidd (1))       | 1             | 26 d'Abril de 2010     | 146              | Raw                            | Últims posseïdors del World Tag Team Championship que va ser retirat durant el seu regnat |
| 33 | Cody Rhodes (1) & Drew McIntyre (1)                            | 1             | 19 de Setembre de 2010 | 35               | Night of Champions (2010)      | Van guanyar un Tag Team Turmoil match on, a part dels ex campions, van derrotar a Jimmy and Jey Uso, Santino Marella & Vladimir Kozlov, i Evan Bourne & Mark Henry                                           |
| 34 | The Nexus (John Cena (1) & David Otunga (1))                   | 1             | 24 d'Octubre de 2010   | 1                | Bragging Rights 2010           | Primers membres de The Nexus en aconseguir un títol |
| 35 | The Nexus (Heath Slater (1) & Justin Gabriel (1))              | 1             | 25 d'Octubre de 2010   | 42               | Raw                            | No van lluitar; David Otunga es va deixar cobrir per ordre de Wade Barrett |
| 36 | Santino Marella (1) & Vladimir Kozlov (1)                      | 1             | 6 de desembre de 2010  | 76               | Raw                            | Guanyaren un Fatal 4 way elimination match que incluia, a part dels ex campions, als The Usos i a Mark Henry & Yoshi Tatsu                                                                                   |
| 37 | The Corre (Heath Slater (2) & Justin Gabriel (2))              | 2             | 20 de febrer de 2011   | 1                | Elimination Chamber (2011)     | Primers membres de The Corre en aconseguir un campionat |
| 38 | John Cena (2) & The Miz (3)                                    | 1             | 21 de febrer de 2011   | 0                | Raw                            | Regnat més curt de la historia |
| 39 | The Corre (Heath Slater (3) & Justin Gabriel (3))              | 3             | 21 de febrer de 2011   | 57               | Raw                            | En el mateix moment de la derrota van invocar la revenja i van recuperar els campionats la mateixa nit |
| 40 | Kane (1) & Big Show (3)                                        | 1             | 19 d'abril de 2011     | 34               | SmackDown                      | Televisat el 22 d'abril de 2011 |
| 41 | The Nexus (David Otunga (2) & Michael McGillicuty (1))         | 1             | 23 maig 2011           | 91               | Raw                            | Van guanyar gràcies a la intervenció de la resta del grup quan l'àrbitre no mirava |
| 42 | Kofi Kingston (1) & Evan Bourne (1)                            | 1             | 22 agost 2011          | 146              | Raw                            | |
| 43 | Primo (2) & Epico (1)                                          | 1             | 15 gener 2012          | 106              | SmackDown                      | La seva victoria no va ser transmessa per televisió |
| 44 | Kofi Kingston (2) & R-Truth (1)                                | 1             | 30 abril 2012          | Campions actuals | Raw                            | |

## Major quantitat de regnats

### En parelles
- 3 vegades: John Morrison & Joey Mercury i Heath Slater & Justin Gabriel
- 2 vegades: Los Guerreros, The World's Greatest Tag Team i Basham Brothers

### Individualment
- 4 vegades: Eddie Guerrero, Rey Mysterio i John Morrison
- 3 vegades: Joey Mercury, Charlie Haas, Heath Slater, Justin Gabriel, The Miz i Big Show.
- 2 vegades: Paul London, Doug Basham, Danny Basham, Shelton Benjamin, Edge, Chris Jericho, Chavo Guerrero, John Cena i Primo.